# Сарнавська вулиця
Вулиця Сарнавська — вулиця міста Конотоп Сумської області.

## Розташування
Розташована в історичному районі міста — Дрижчовка. Пролягає від площі Ринок до окраїни міста в напрямку села Сарнавщина, Конотопського району.

## Назва
Назва відбиває напрямок в якому розташована вулиця. Веде до виїзду з міста в бік села Сарнавщина Конотопського району.

## Історія
Існує з XIX століття. Вперше згадується у 1914-1915 роках.
Перша відома назва — вулиця Сарнавська.
З 1920-х років — вулиця Карла Лібкнехта. На честь міжнародного діяча соціалістичного руху німецького походження Карла Лібкнехта.
З 30 січня 1992 року — вулиця Сарнавська.